# 安迪·賈西
安德魯·R·賈西（英語：Andrew R. Jassy，1968年1月13日—）是一名美國企業家，自2021年7月5日起擔任亞馬遜總裁兼首席執行官。賈西自2003年成立以來一直領導亞馬遜雲端運算服務。2021年7月5日，他接替傑夫·貝索斯成為亞馬遜總裁兼首席執行官，貝索斯成為執行主席。他是國家冰球聯盟西雅圖海怪的少數股東之一。

## 早年生活
賈西是瑪格麗和埃弗雷特·L·賈西的兒子。父親是紐約杜威百齡壇公司的高級合夥人，同時也是該公司管理委員會的主席。賈西在斯卡斯代爾長大，並就讀於斯卡斯代爾高中，在大學裡踢足球和打網球。
賈西在哈佛政府學院以優異成績畢業，獲得榮譽拉丁文學位。在哈佛期間，他擔任哈佛克里姆森報廣告經理的職位。他後來在哈佛商學院獲得了企業管理碩士。

## 個人生活
1997年，賈西與埃迪·鮑爾（Eddie Bauer）時裝設計師、費城紡織與科學學院的畢業生埃拉娜·羅謝爾·卡普蘭（Elana Rochelle Caplan）在加利福尼亞州聖莫尼卡的洛斯酒店結婚。他們的婚禮由紐約拉比詹姆斯·勃蘭特（Elana的表弟）主持。賈西和卡普蘭共有兩個孩子。
他們居住在西雅圖國會山附近一棟佔地10,000平方英尺的房子中，該房子於2009年以310萬美元的價格購得 。根據2020年10月的報導，賈西在聖莫尼卡還購買了一座價值670萬美元、面積為5,500平方英尺的房屋。此外，他還擔任西雅圖特許學校雷尼爾預科學校的主席。